# Iglesia de San Vicente (Larumbe)
La iglesia de San Vicente de la localidad navarra de Larumbe (Iza) en el valle de Gulina, a 20 kilómetros al oeste de Pamplona. Es un edificio del siglo XIII de transición estilo románico al gótico. Desde 1993 está declarado como Bien de interés cultural.

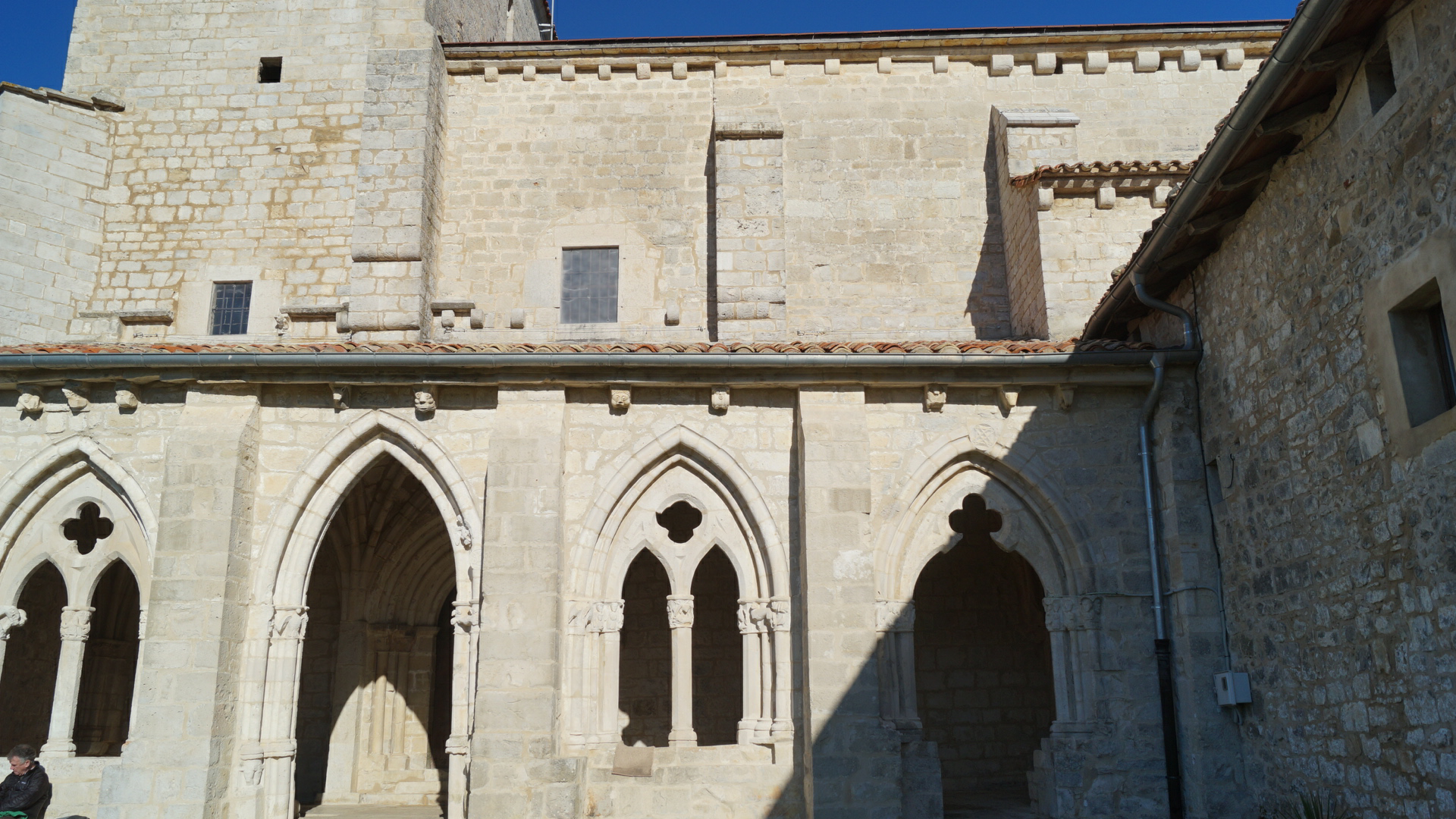
Pórtico exterior

## Descripción
Es una iglesia del siglo XIII realizada en mampostería. 

### Exterior
En el exterior, en la parte superior de la fachada, hay muros exteriores y canecillos blandas debajo de los aleros del techo. 
Tiene un campanario rectangular con dos vanos en la parte superior que repite la tipología y localización de las torres medievales.
Pero lo realmente significativo y destacable es el pórtico gótico adosado a la fachada y «orientado al mediodía» donde se muestran arcos apuntados entre los contrafuertes. Uno de ellos sirve de acceso, mientras que las dos adyacentes mantienen sendas ventanas geminadas cuyo parteluz está coronado por una roseta de cuatro lóbulos.
Al mismo tiempo, en el interior del pórtico los contrafuertes están decorados por pilastras con capiteles ricamente decorados con diversos motivos tanto vegetales como animales y humanos. Así mismo, las ménsulas de los arcos ojivales que sustentan el interior del pórtico muestran «pavorosos monstruos».
Dentro del conjunto, a pocos metros de distancia de la cara norte de la torre, se identifican tres estelas discoidales decoradas por ambas caras respectivamente.

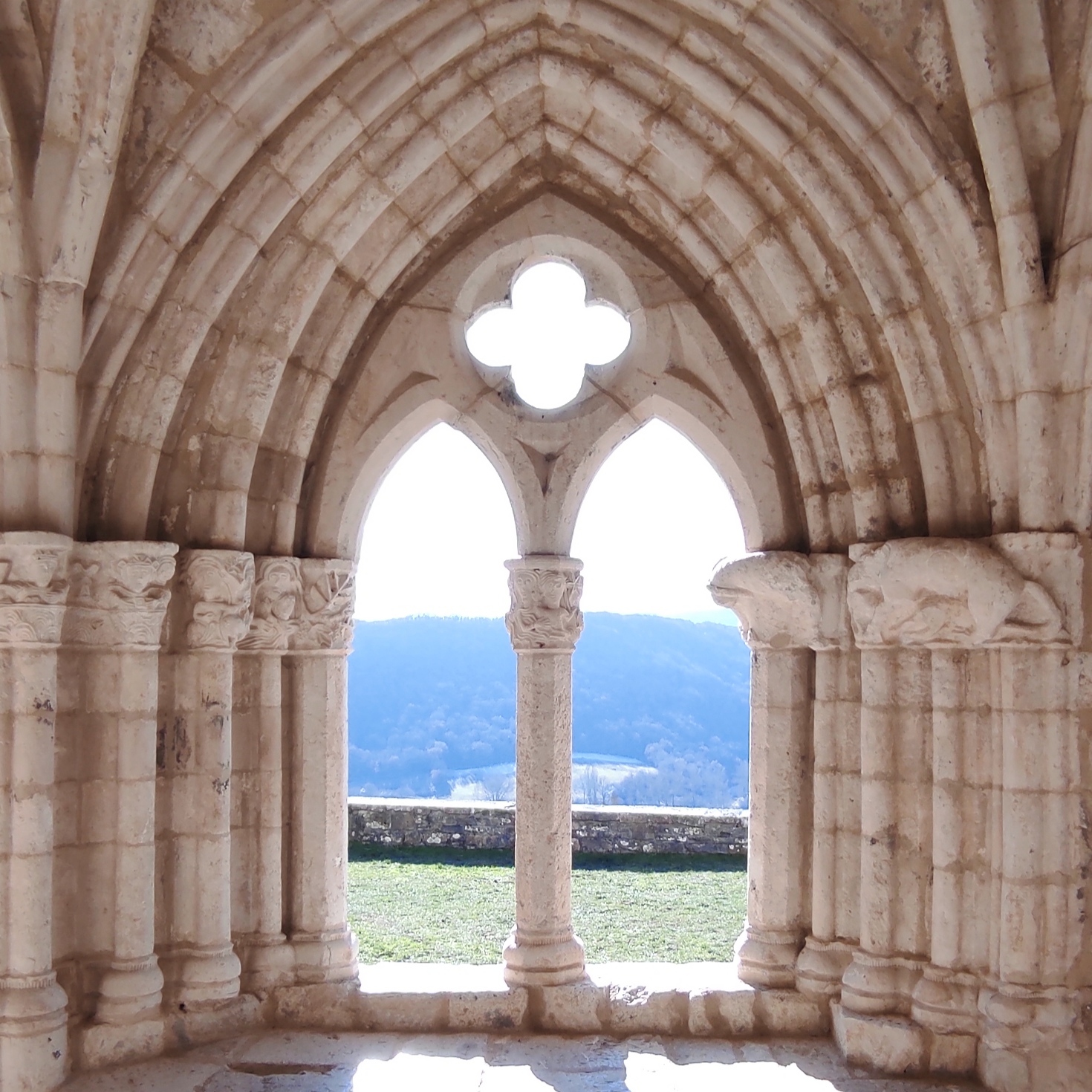
Ventanal geminado

### Interior
En el interior presenta una nave dividida en cuatro tramos con capillas rectangulares en el crucero y cabecera pentagonal. Sobre un arco escarzano se levanta el coro a los pies del templo al cual, mediante una escalera que corre junto al muro, se puede acceder. Iluminan el interior del templo tres ventanas abiertas en el lado de la Epístola. La sacristía, del siglo XVI, se adosa a la cabecera por el lado del Evangelio, cubierta con bóveda de terceletes.
Si la «arquitectura revela toda la elegancia del gótico», «su estatuaria pervive plenamente la rusticidad del románico. Esto produce un extraño efecto y un acusado contraste».

### Restauraciones
Durante este siglo se han realizado diferentes trabajos de restauración. En el año 2000, se acometió la reparación de los remates de los contrafuertes de la torre, y en 2003, se rehabilitó la restauración de la cubierta de la nave y en 2015 las cubiertas y las fachadas fueron objeto de atención.

## Galería

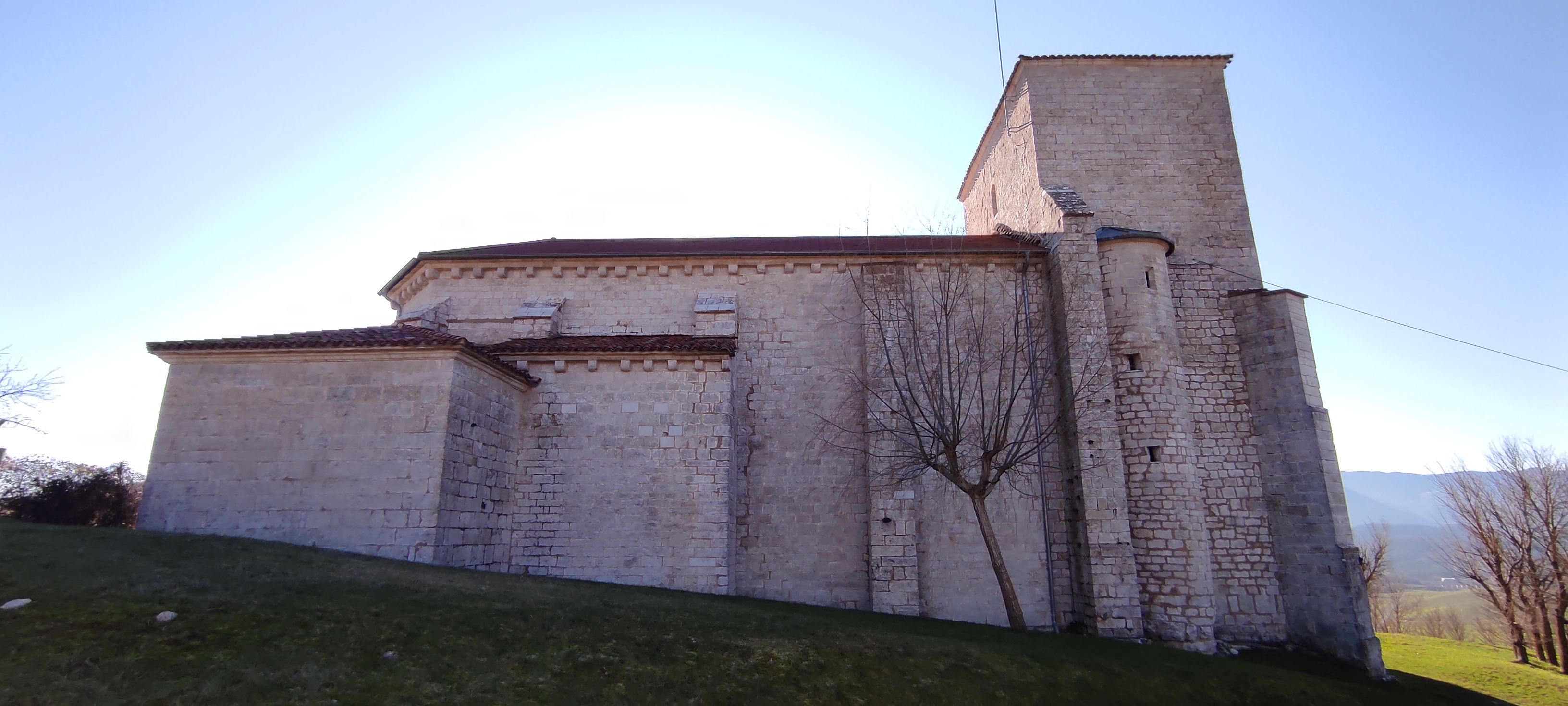
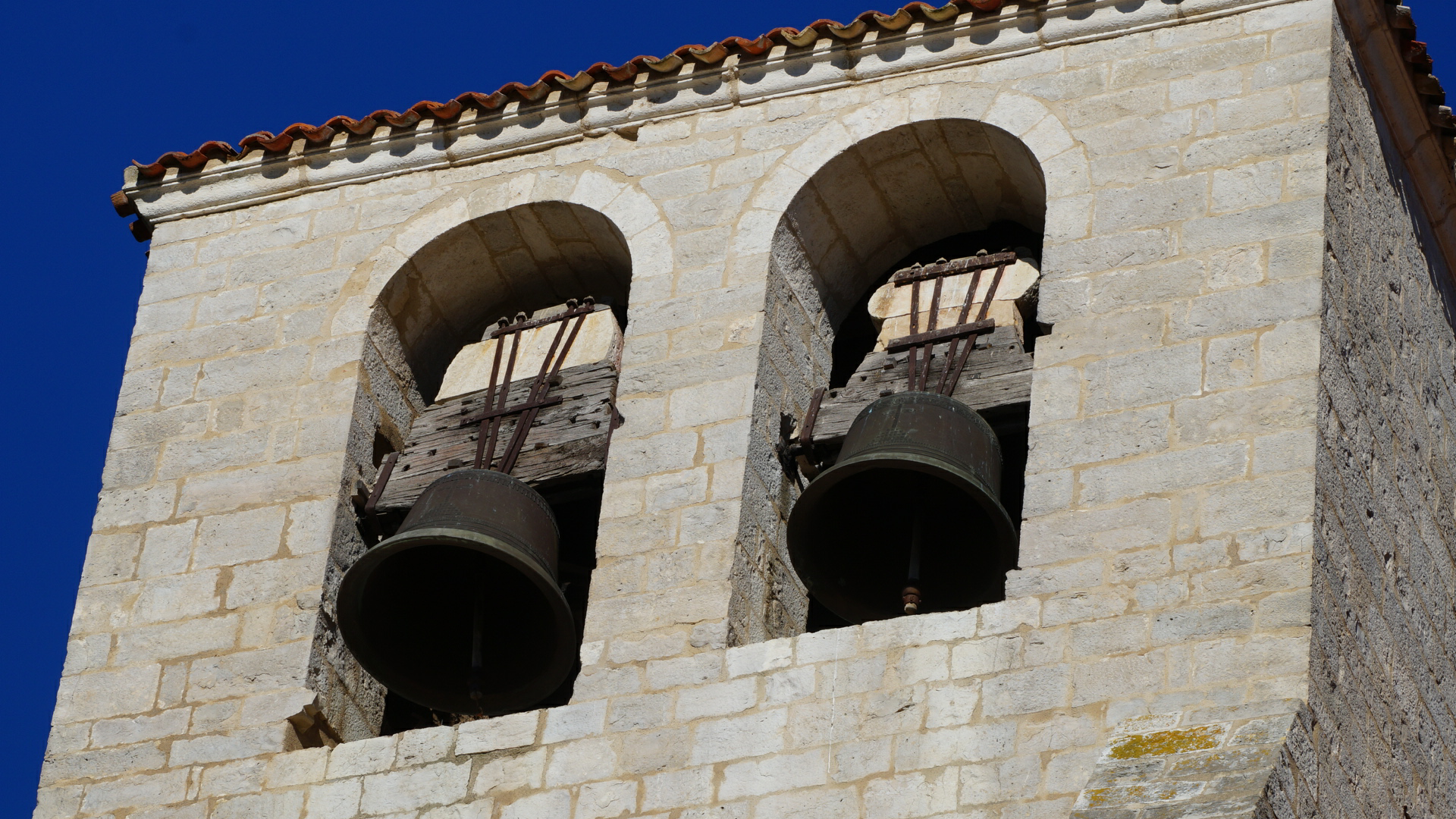
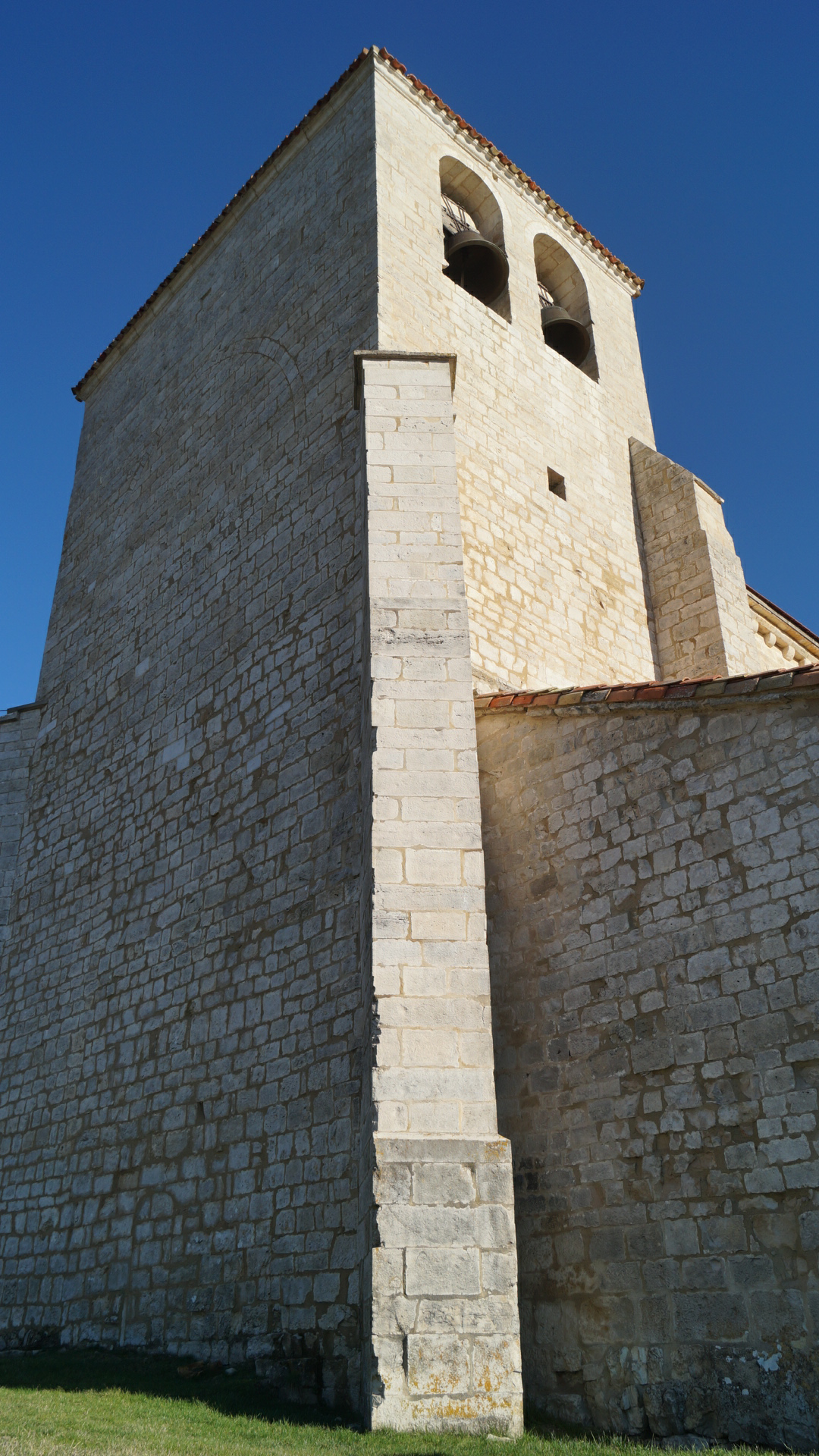
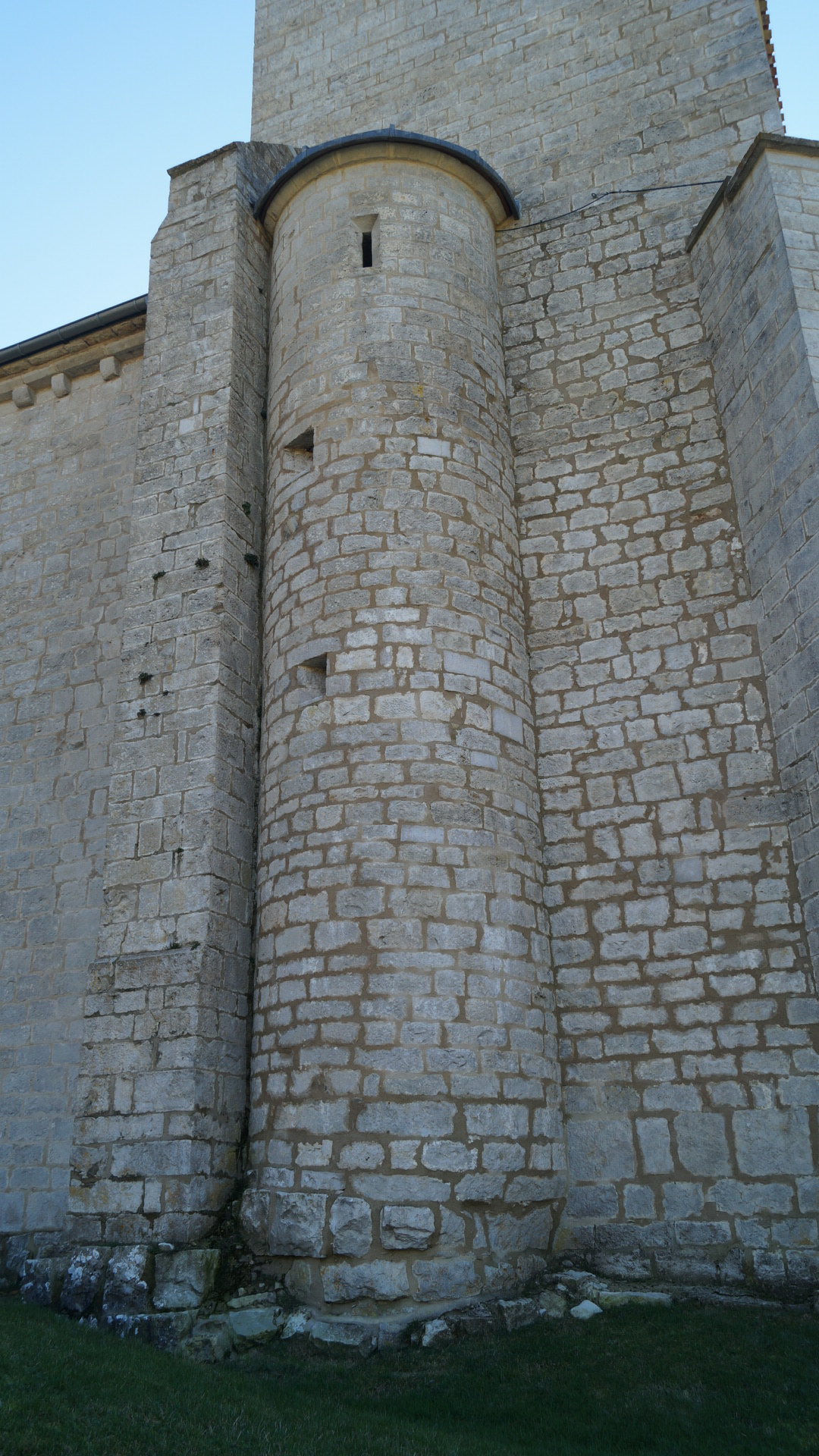
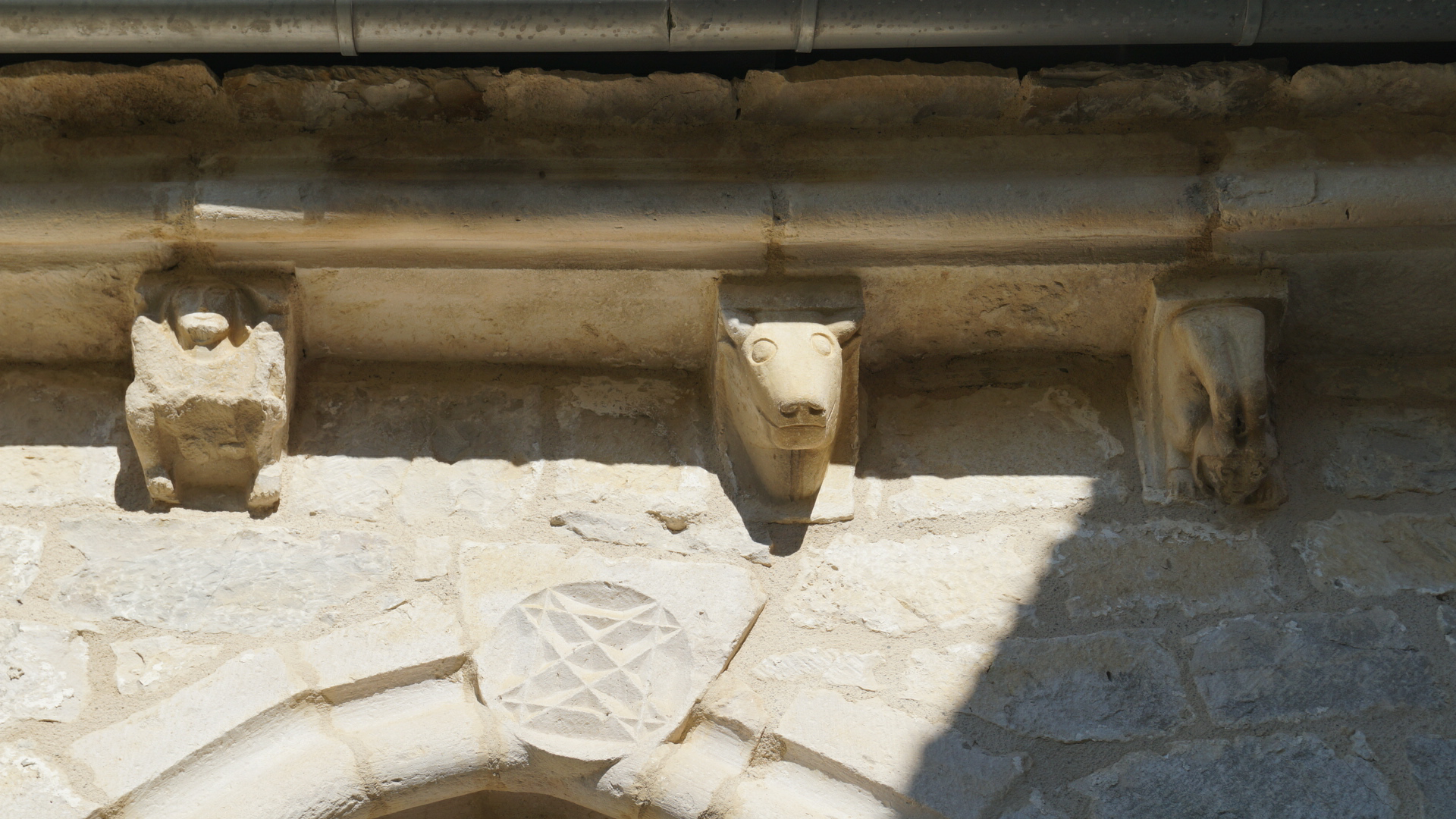
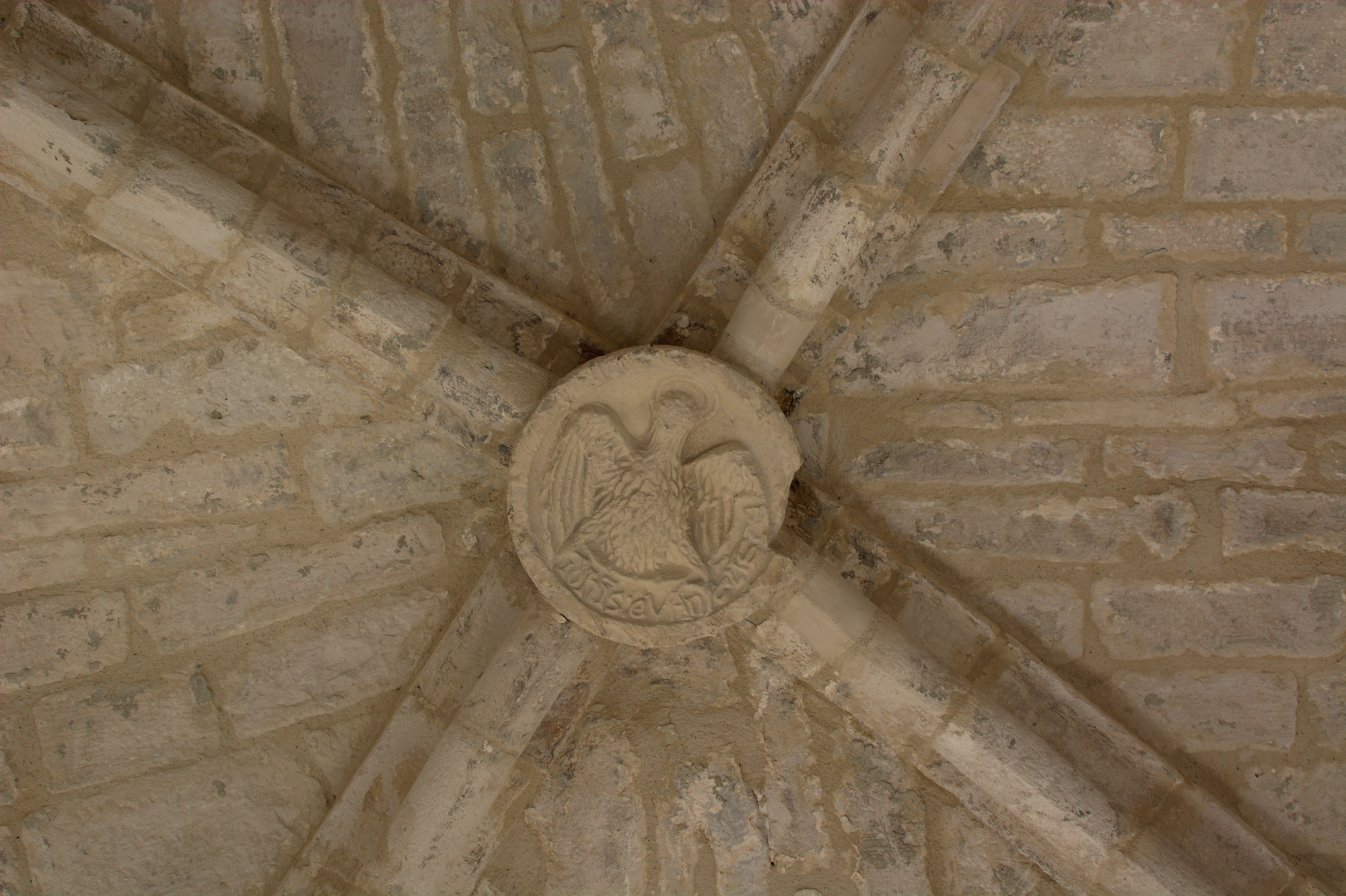
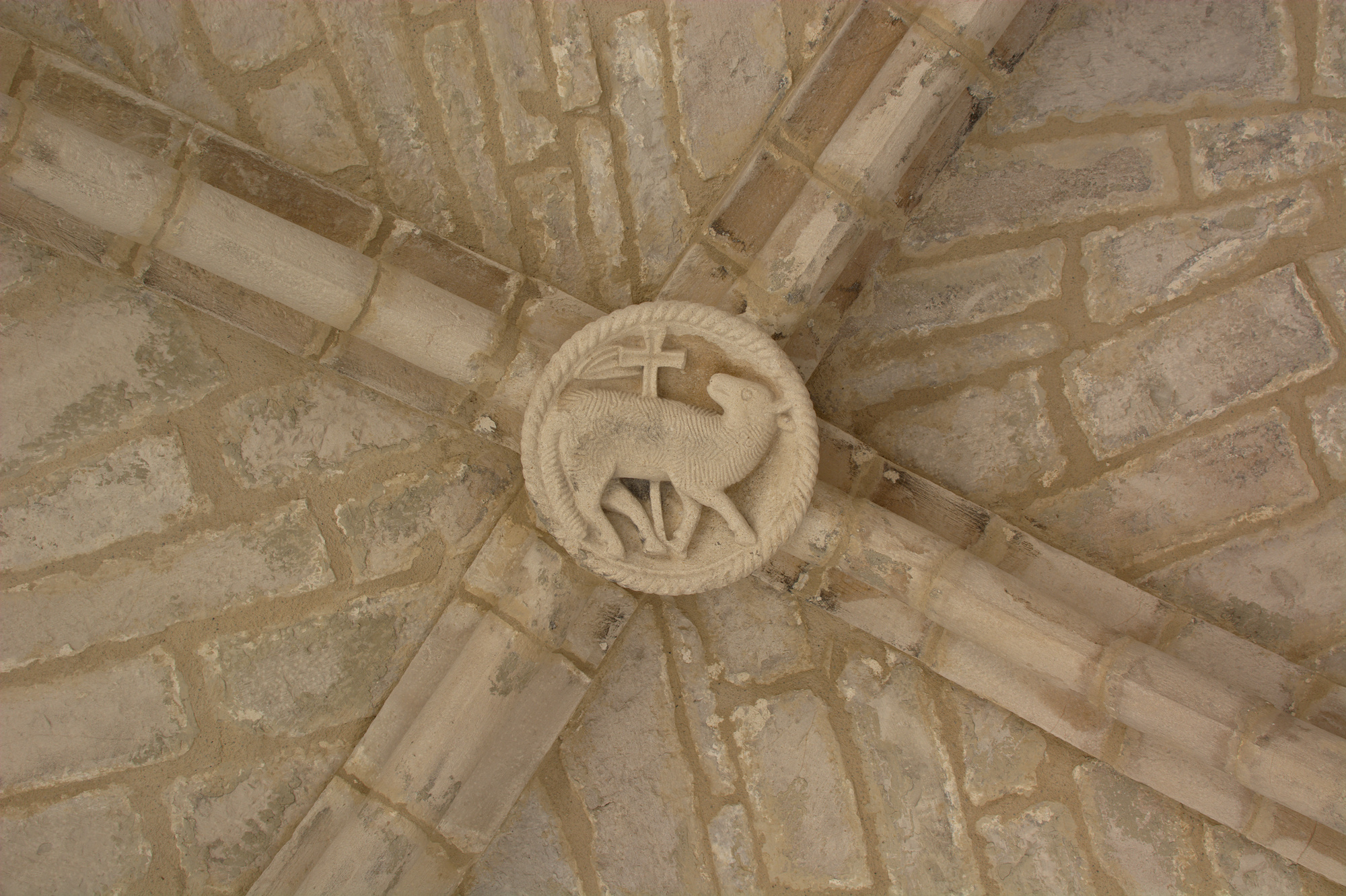
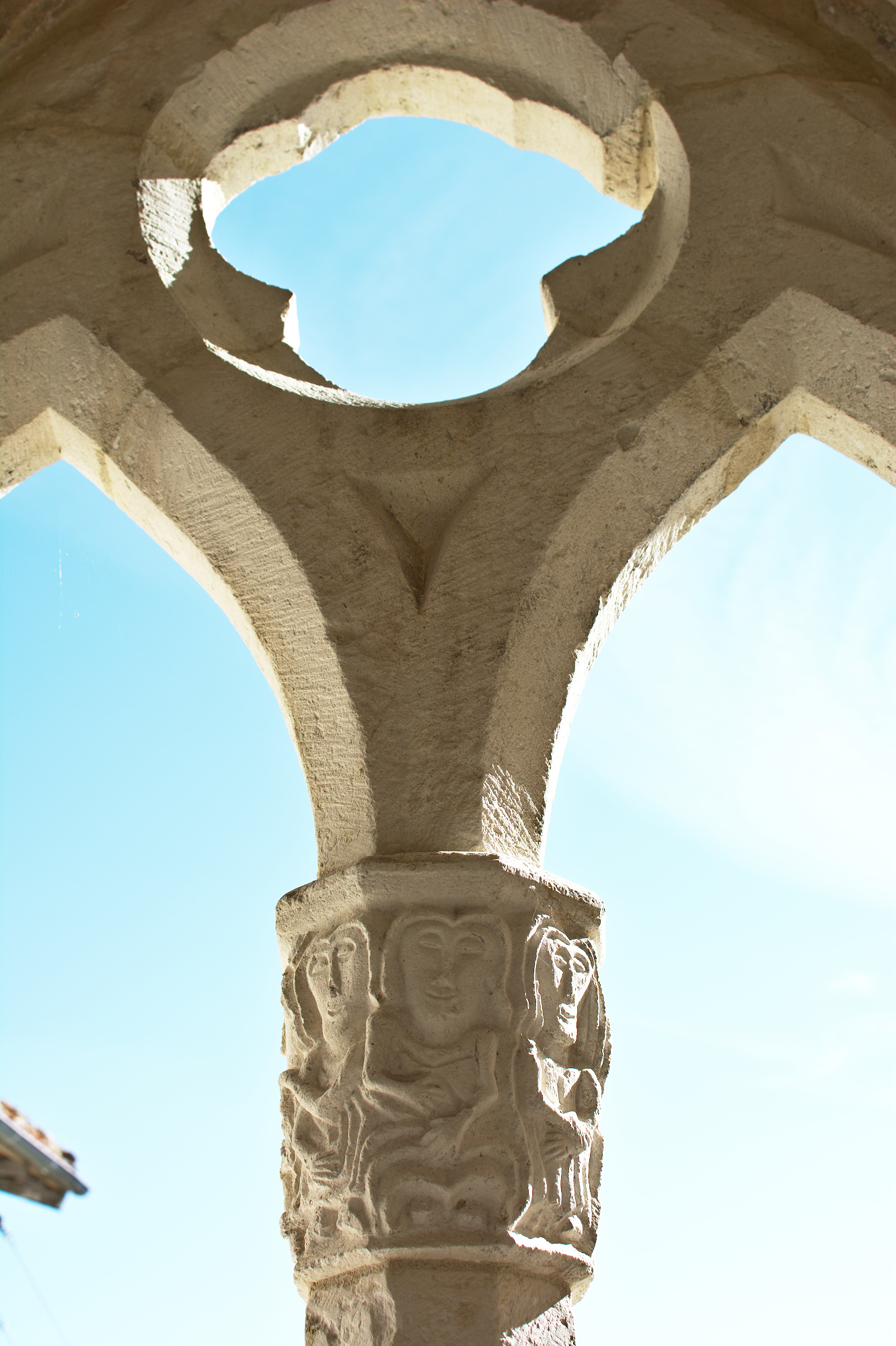
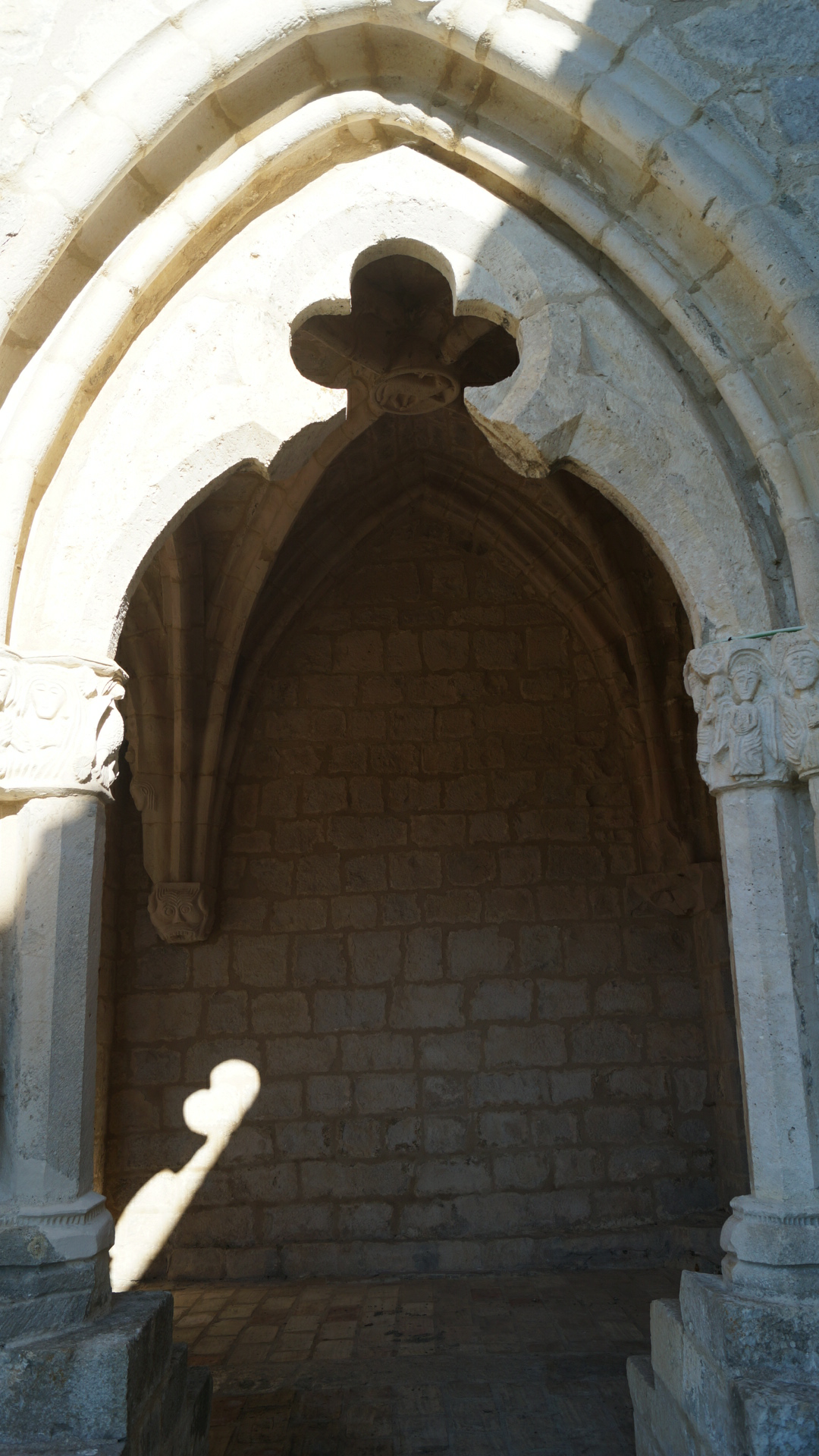
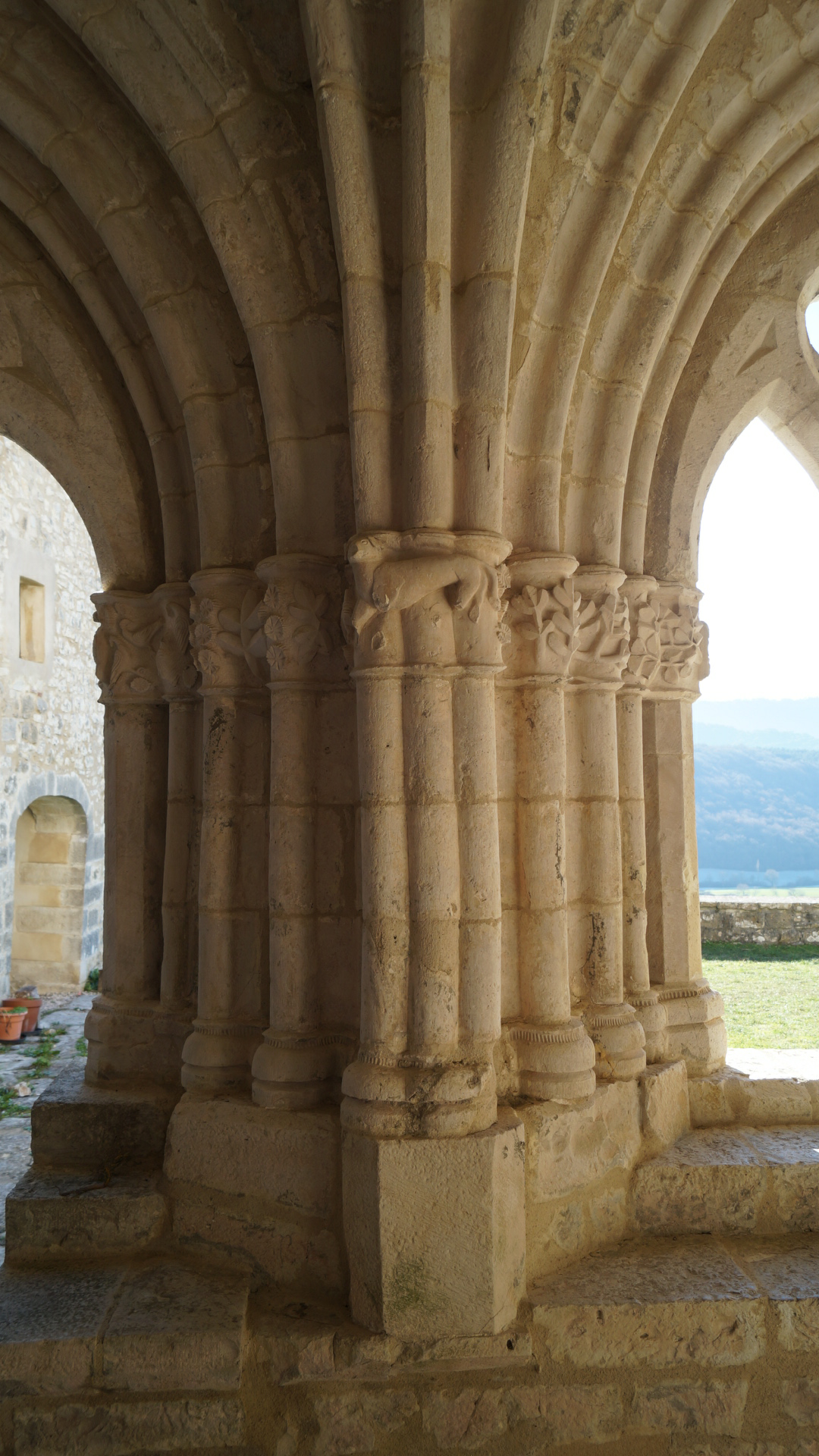
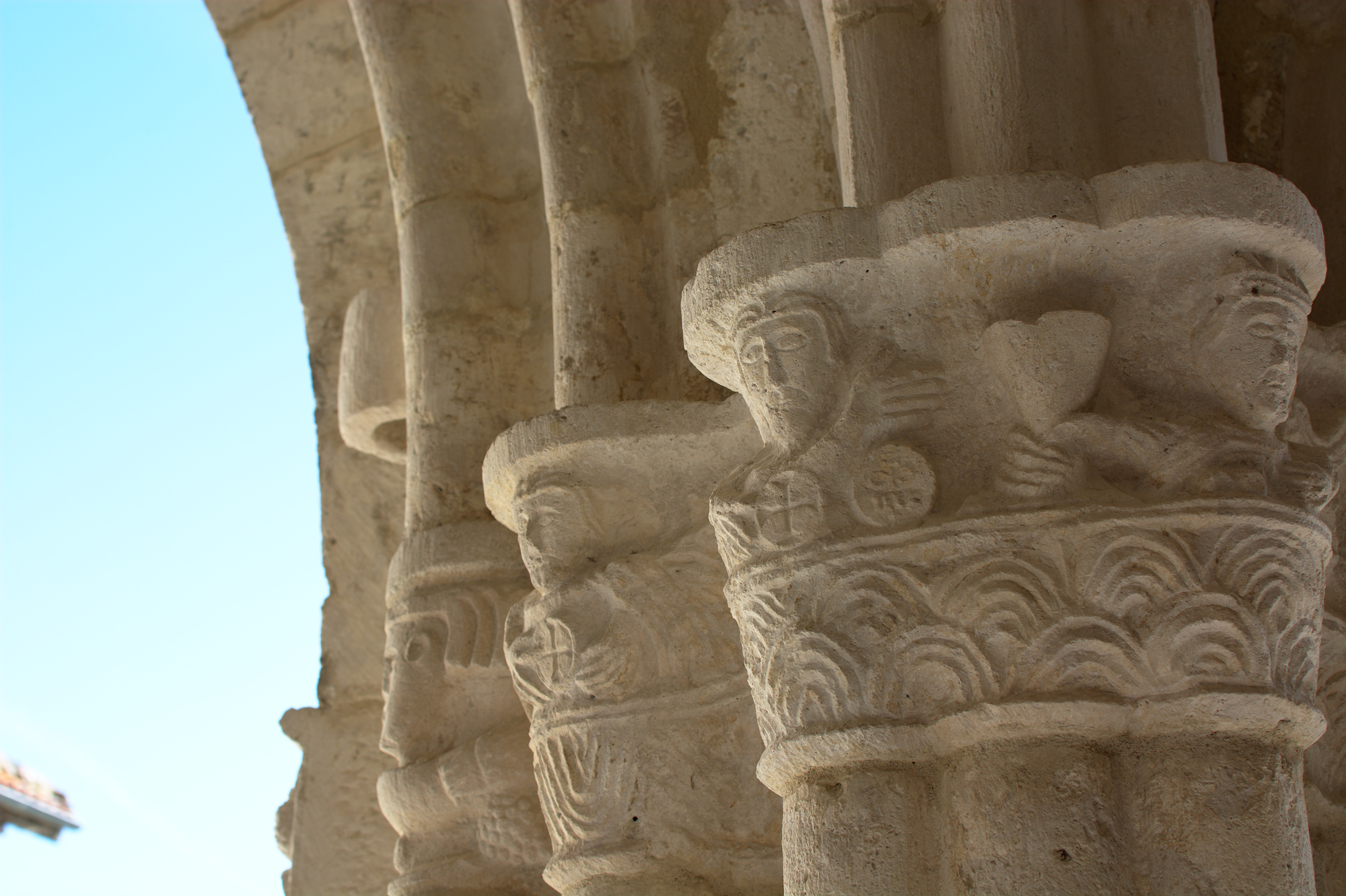
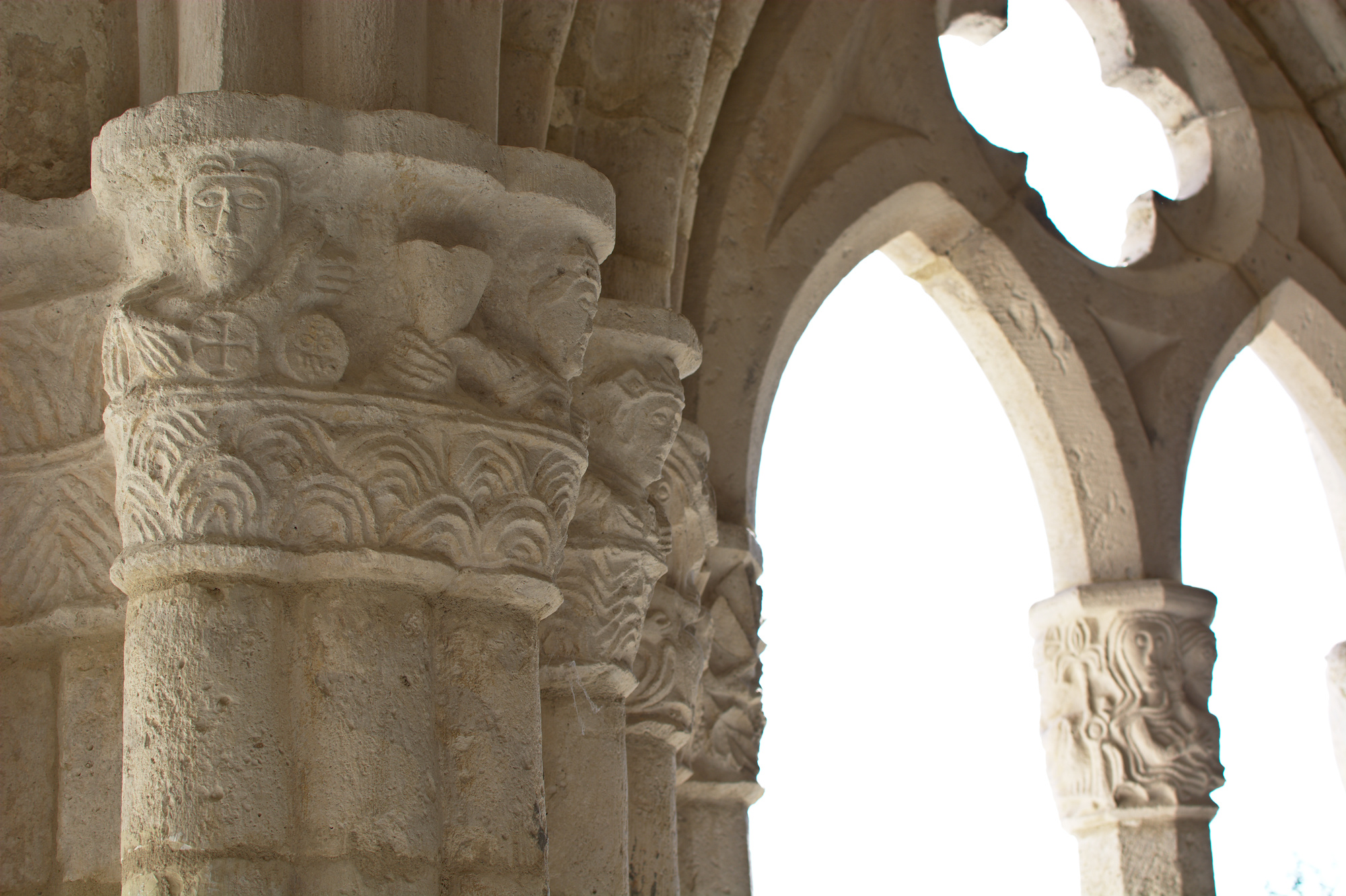
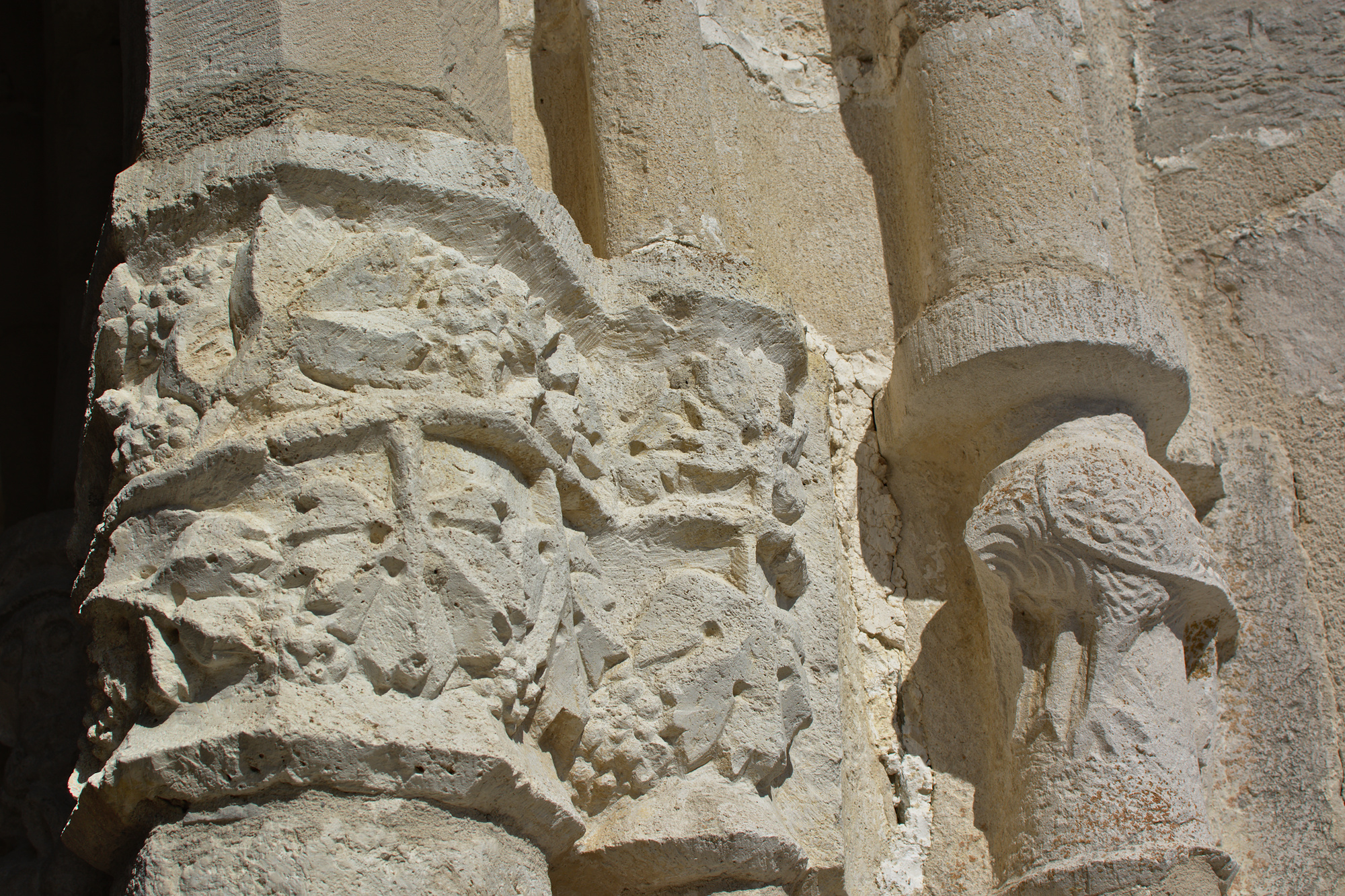
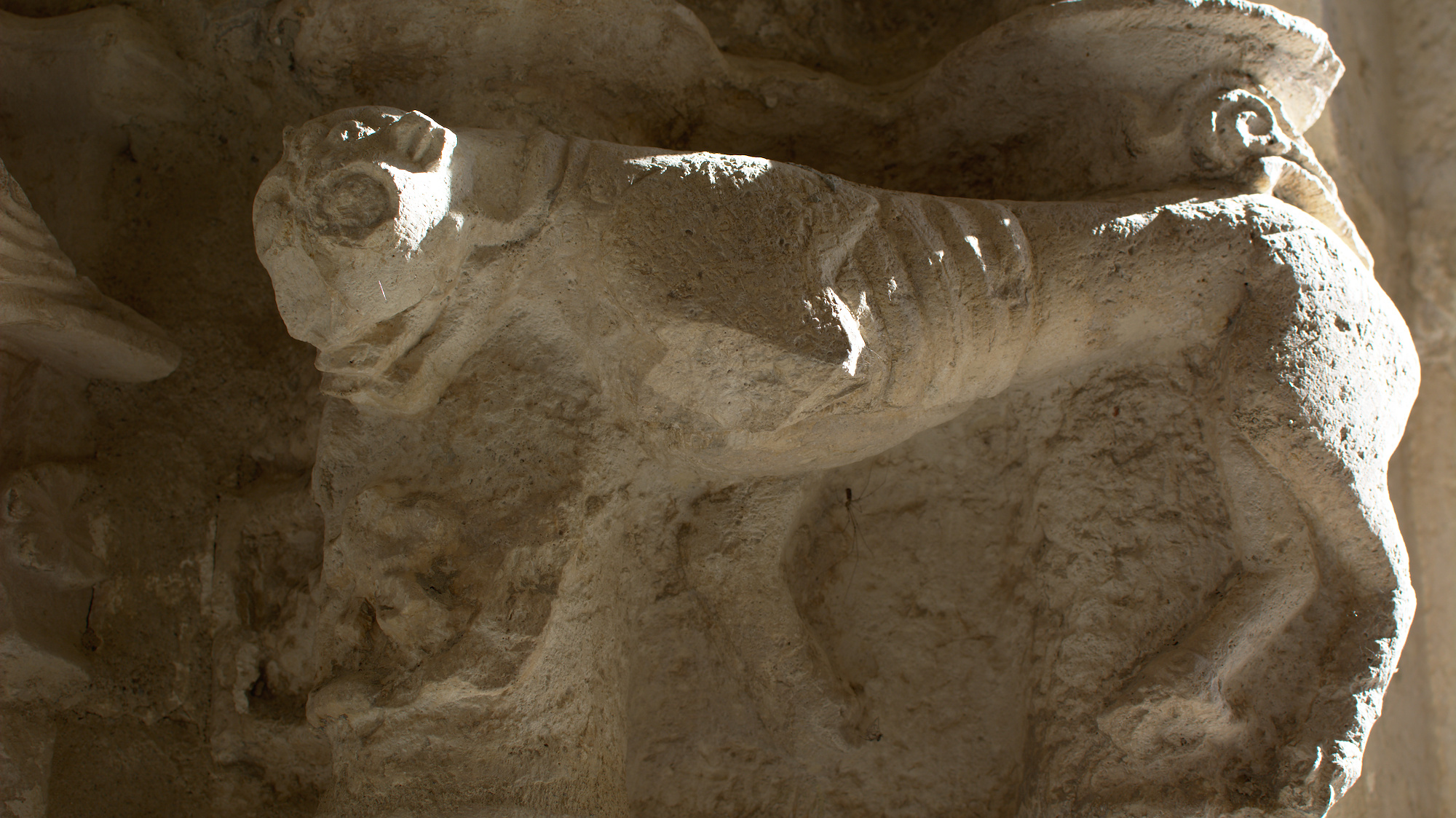
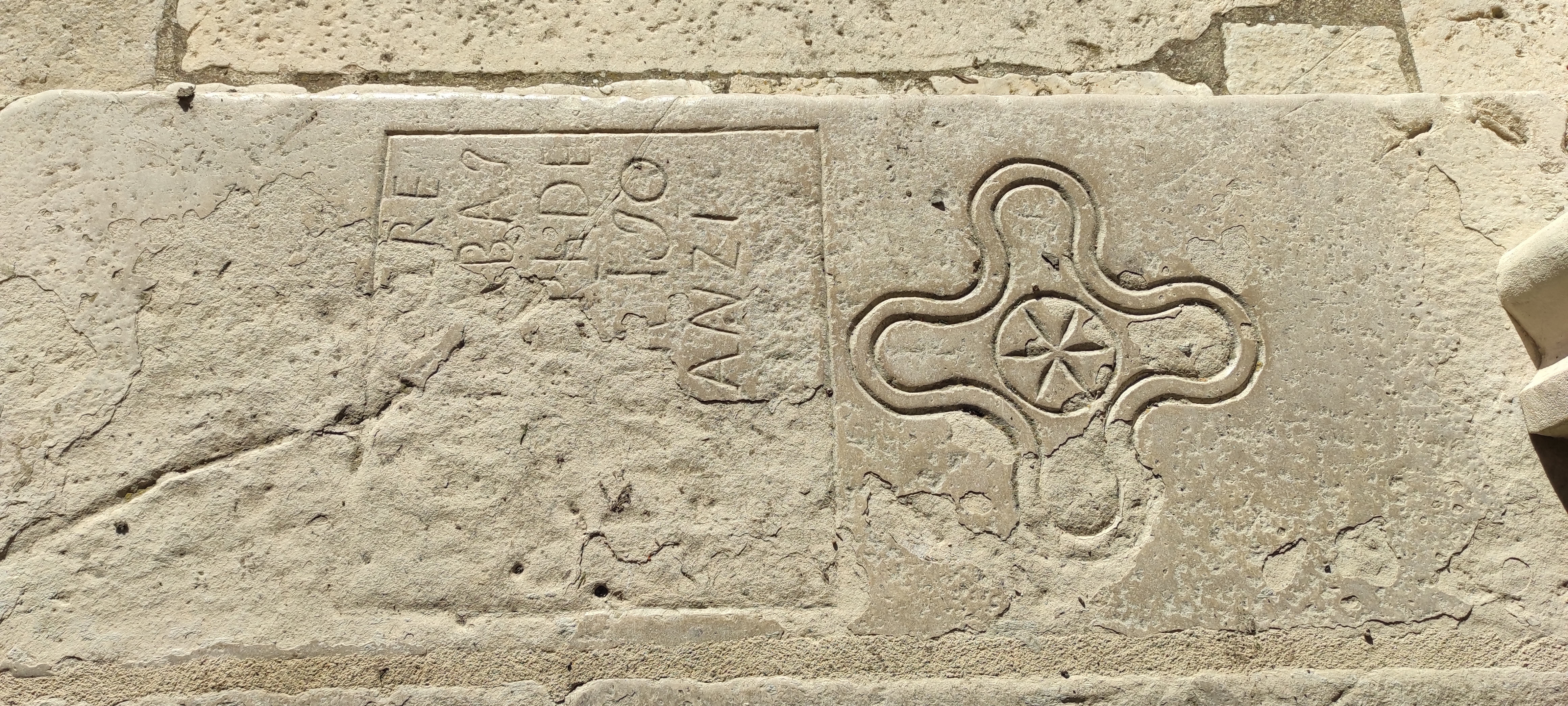
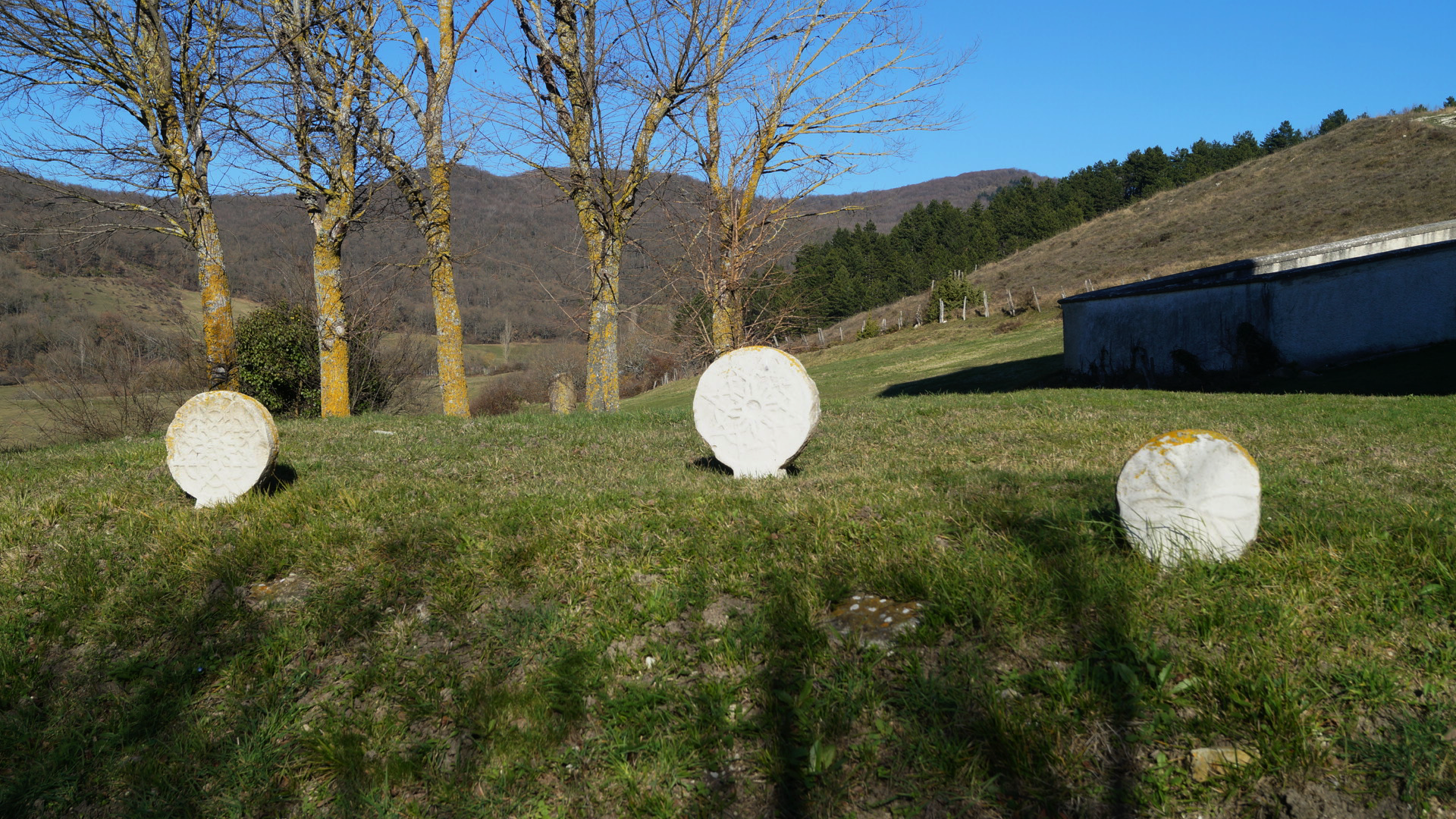
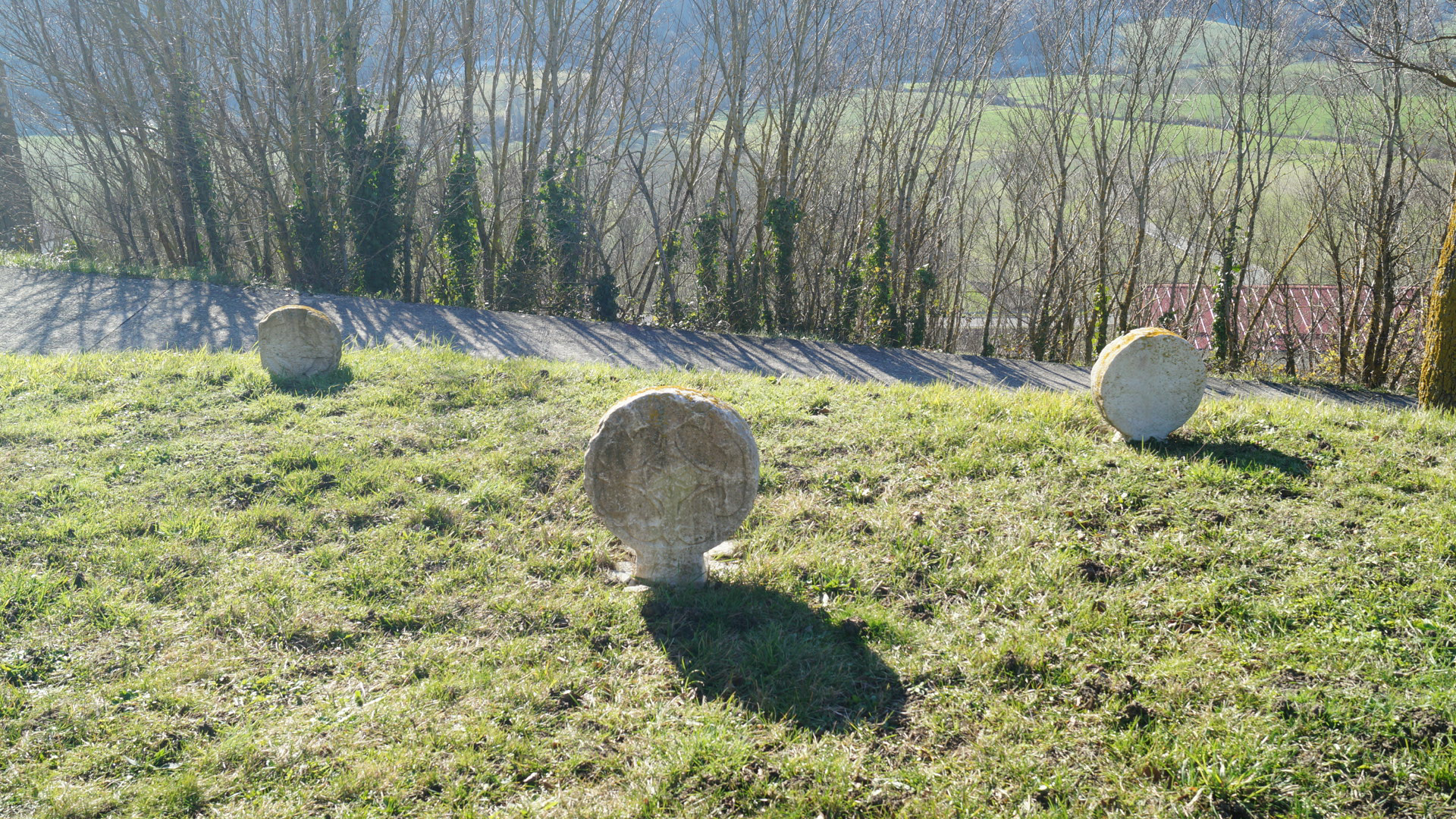